# SMS Erzherzog Albrecht
SMS Erzherzog Albrecht – austro-węgierski okręt pancerny, zbudowany dla Kaiserliche und Königliche Kriegsmarine w pierwszej połowie lat 70. XIX wieku. Jego konstrukcja była podobna do konstrukcji „Custozy”, lecz był mniejszych rozmiarów. Tak jak „Custoza”, był to pancernik kazamatowy o żelaznym kadłubie, uzbrojony w baterię ośmiu ciężkich dział. Stępka pod okręt została położona w czerwcu 1870 roku, wodowanie odbyło się w kwietniu 1872 roku, a wejście do służby w czerwcu 1874 roku. Ograniczony budżet marynarki wojennej spowodował jednak, że przez większość czasu pancernik pozostawał nieaktywny, a najważniejszym wydarzeniem w okresie jego służby był udział w tłumieniu powstania w Zatoce Kotorskiej w latach 1881–1882. W 1908 r. okręt został przekształcony na okręt pomocniczy dla szkoły artylerii, a jego nazwa została zmieniona na „Feuerspeier”. W 1915 roku zmieniono przeznaczenie okrętu na pływające baraki, a po I wojnie światowej został przekazany Włochom jako pryz. W Regia Marina służył jako hulk „Buottafuoco”, wziął udział w II wojnie światowej i ostatecznie został złomowany w 1950 roku.

## Konstrukcja
W 1869 roku Austro-Węgierska Marynarka Wojenna poprosiła swojego czołowego projektanta morskiego, Josefa von Romako, który zaprojektował wszystkie dotychczasowe okręty pancerne Austro-Węgier, by przygotował projekty dwóch nowych pancerników. Pierwszym z nich był „Custoza”, a drugim „Erzherzog Albrecht”, który ze względu na cięcia budżetowe zbudowano według pomniejszonego projektu. Romako wyciągnął wnioski z bitwy pod Lissą z 1866 roku i zadecydował, że nowe okręty powinny odznaczać się silnym opancerzeniem oraz powinny być w stanie prowadzić ogień do przodu, by móc skutecznie używać taranu. Takie rozwiązania wymagałyby jednak zmniejszenia liczby dział i mocy maszyn okrętu. By zrekompensować mniejszą liczbę dział, Romako postanowił wykorzystać konstrukcję pancernika kazamatowego, którą już wcześniej użył w pancerniku „Lissa”. Jednak w przeciwieństwie do „Lissy”, kadłub „Erzherzoga Albrechta” miał zostać zrobiony całkowicie z żelaza. Wiceadmirał Wilhelm von Tegetthoff, zwycięzca spod Lissy, a teraz również komendant Marynarki Wojennej i szef Sekcji Marynarki Wojennej w Ministerstwie Wojny Rzeszy, zaakceptował plany „Custozy” i „Erzherzoga Albrechta”, zezwalając na rozpoczęcie budowy.

### Charakterystyka ogólna i napęd
SMS „Erzherzog Albrecht” miał 87,87 m długości na linii wodnej i 89,69 m długości całkowitej. Jego szerokość wynosiła 17,15 m, a średnie zanurzenie 6,72 m. Wypierał 6080 ton. Był to drugi żelazny okręt zbudowany dla austro-węgierskiej floty. Za fokmasztem umieszczono niewielką wieżę dowodzenia. Załoga składała się z 540 oficerów i marynarzy.
Napęd składał się z pojedynczej poziomej 2-cylindrowej maszyny parowej pojedynczego rozprężania, wyprodukowaną w stoczni Stabilimento Tecnico Triestino, napędzającej pojedynczą śrubę o średnicy 6,324 m. Parę wytwarzało siedem kotłów parowych z dwudziestoma sześcioma paleniskami. Spaliny odprowadzane były przez pojedynczy komin umieszczone na śródokręciu. Układ napędowy miał moc 3969 KM, co pozwalało na rozwinięcie prędkości 12,84 węzła, chociaż podczas testów prędkości przeprowadzonych 12 lutego 1875 roku okręt osiągnął prędkość 13,38 węzła. Zapas węgla wynosił 467,9 ton.

### Uzbrojenie i opancerzenie
„Erzherzog Albrecht” uzbrojony był w osiem odtylcowych dział Kruppa kal. 240 mm L/22. Działa te zostały zamontowane w opancerzonej, dwupiętrowej kazamacie na śródokręciu, po cztery działa na każdym piętrze. Każde działo miało do dyspozycji po dwie furty, które umożliwiały czterem działom strzelanie do przodu lub na burtę i dwóm działom do tyłu. Okręt wyposażony był również w sześć dział kal. 90 mm L/24 oraz dwa działa kal. 70 mm L/15, wszystkie wyprodukowane w zakładach Kruppa. W późniejszych latach okręt otrzymał baterię nowych szybkostrzelnych dział, w tym cztery działa kal. 47 mm, pięć dział Hotchkiss M1879 kal. 47 mm i dwie kartaczownice kal. 25 mm. Ponadto został wyposażony w cztery wyrzutnie torpedowe kal. 350 mm, po jednej na dziobie, rufie i każdej z burt.
Okręt chroniony był przez pas kutego żelaza o grubości 203 mm, umieszczony na wysokości linii wodnej. Kazamata dla artylerii głównego kalibru miała pancerz o grubości 177 mm. Pancerne grodzie na obu końcach kazamat miały 126 mm grubości.

## Służba
Stępka pod „Erzherzoga Albrechta” położona została 1 czerwca 1870 roku w stoczni Stabilimento Tecnico Triestino w Trieście. Okręt został zwodowany 24 kwietnia 1872 roku i ukończony w czerwcu 1874 roku, nie licząc jego uzbrojenia, które zostało zainstalowane później w arsenale morskim w Puli. Budowa okrętu została znacznie opóźniona ze względu na problemy finansowe, które spowodowały zwłokę w zakupie płyt pancernych od brytyjskich producentów. Fundusze na zakup opancerzenia zostały ostatecznie uchwalone w styczniu 1871 r.. Po ukończeniu w czerwcu 1874 r. „Erzherzog Albrecht” rozpoczął próby morskie 27 października tego samego roku. W latach 70. rząd Austro-Węgier nadał wydatkom na marynarkę niski priorytet; z tego powodu brak funduszy uniemożliwił flocie aktywną służbę. Flota okrętów pancernych, w tym „Erzherzog Albrecht”, trzymana była w porcie w Puli jako rezerwa; jedynymi okrętami, które brały udział w służbie czynnej, były fregaty parowe wysyłane za granicę. Okręt pozostawał nieaktywny aż do końcowych miesięcy 1881 roku, gdy wysłano go razem z nieopancerzoną fregatą „Laudon” i kilkoma mniejszymi okrętami do Zatoki Kotorskiej w celu stłumienia miejscowego powstania. Podczas trwających do marca 1882 roku operacji zadaniem okrętów było ostrzeliwanie powstańczych pozycji.
W 1887 roku okręt wziął udział w manewrach floty, podczas których stał się celem próbnego nocnego ataku torpedowców, akurat w czasie, gdy na jego pokładzie przebywał sam arcyksiążę Albrecht. W czerwcu i lipcu 1889 roku Erzherzog Albrecht był okrętem flagowym podczas ćwiczeń floty, w których brały udział również „Custoza”, „Tegetthoff”, „Kaiser Max”, „Prinz Eugen” i „Don Juan d'Austria”. Pancernik pozostał w służbie do 1908 roku, kiedy to został przekształcony na pływający magazyn dla szkoły artylerii morskiej, a jego nazwę zmieniono na „Feuerspeier”. W czasie I wojny światowej, w październiku 1915 roku, zmieniono przeznaczenie okrętu na pływające baraki dla niemieckich załóg okrętów podwodnych operujących na Adriatyku. Po klęsce państw centralnych „Feuerspeier” został przekazany Włochom jako pryz w ramach postanowień traktatu w Saint-Germain-en-Laye. Przemianowany na „Buottafuoco”, służył w Regia Marina jako hulk, przetrwał II wojnę światową i ostatecznie został rozebrany w 1950 roku.